# 5002-es busz
Az 5002-es jelzésű autóbuszvonal helyközi autóbuszjárat Szeged és Sándorfalva között, melyet a MÁV Személyszállítási Zrt. lát el. 

## Közlekedése
A járat körjáratként közlekedik Szeged és Sándorfalva között, Sándorfalván belül pár megállóhelyet egyszer érint. 34 járat szállítja az utasokat, közülük több járat korlátozó jelzéssel közlekedik. A járatok Szegeden a Párizsi, Berlin körúton, Csongrádi sugárúton közlekednek, ezután egy alsóbbrendű úton érik el Sándorfalvát. Az Attila utca után a településen belül tesz egy kört és újra az Attila utcánál tér vissza az alsóbbrendű útra Szeged felé.
A hajnali járatok Sándorfalván a Kolozsvári utcától indulnak. Egyes járatok az autóbusz-állomásig, Szabadság térig közlekednek. Egy esti járat az autóbusz-állomást más úton éri el az Attila utcától.
Menetideje 27 és 55 perc között változik, attól függően, hogy a járat csak Sándorfalváig vagy Szegedig közlekedik.

## Megállóhelyei
| 0  | 0  | Szeged, autóbusz-állomás végállomás      | 5, 6, 9, 19 7F, 21, 60, 60Y, 64, 67, 67Y, 70, 71, 71A, 72, 72A, 73, 73Y, 74, 74A, 74Y, 75, 76, 76Y, 77, 77A, 77Y, 78, 78A, 79H 1374, 1375, 1441, 1486, 1503, 1504, 1506, 1507, 1510, 1512, 1513, 1515, 1516, 1517, 1518, 1652 4990, 5000, 5001, 5003, 5004, 5005, 5007, 5010, 5011, 5012, 5013, 5015, 5016, 5019, 5020, 5021, 5022, 5023, 5024, 5025, 5030, 5031, 5032, 5033, 5034, 5035, 5040, 5041, 5042, 5043, 5044, 5045, 5046, 5047, 5049, 5050, 5054, 5055, 5056, 5058, 5059, 5060, 5061, 5062, 5063, 5064, 5066, 5070, 5071, 5075, 5076, 5109, 5112, 5160, 5188, 5189, 5190, 5329, 5362, 5369 |
| 1  | 1  | Szeged, Berlini körút                    | 5, 6, 8, 19 21 5000, 5001 |
| 2  | 2  | Szeged, Rózsa utca (Csongrádi sugárút)   | 5, 6, 8, 19 21 1517, 1518 5000, 5001, 5109 |
| 3  | 3  | Szeged, Makkosházi körút                 | 5, 6, 8, 19 2 84, 90, 90F, 90H 5000, 5001 |
| 4  | 4  | Szeged, Ipoly sor                        | 84 1518 5000, 5001, 5109 |
| 5  | 5  | Szeged, Baktói kiskertek                 | 5000, 5001 |
| 6  | 6  | Felsővárosi feketeföldek                 | 5000, 5001 |
| 7  | 7  | Szeged, transzformátor-állomás           | 5000, 5001 |
| 8  | 8  | Szeged, Halgazdasági útászház            | 5000, 5001 |
| 9  | 9  | Szeged, Fehértói csatorna                | 5000, 5001 |
| 10 | 10 | Sándorfalva, Szent János dűlő            | 5000, 5001 |
| 11 | 11 | Sándorfalva, Attila utca                 | 1517, 1518 5000, 5001, 5109 |
| ∫  | 12 | Sándorfalva, Borbola ház                 | 5000, 5001 |
| ∫  | 13 | Sándorfalva, Szabadság tér               | 5000, 5001, 5062 |
| ∫  | 14 | Sándorfalva, sportpálya                  | 5000, 5001, 5062 |
| ∫  | 15 | Sándorfalva, autóbusz-állomás végállomás | 5000, 5001, 5062 |
| 12 |    | Sándorfalva, Kolozsvári utca             | 5000, 5001 |
| 13 |    | Sándorfalva, Tisza utca                  | 5000, 5001 |
| 14 |    | Sándorfalva, autóbusz-állomás            | 5000, 5001, 5062 |
| 15 |    | Sándorfalva, sportpálya                  | 5000, 5001, 5062 |
| 16 |    | Sándorfalva, Szabadság tér végállomás    | 5000, 5001, 5062 |
| 17 |    | Sándorfalva, Borbola ház                 | 5000, 5001 |
| 18 |    | Sándorfalva, Attila utca                 | 1517, 1518 5000, 5001, 5109 |
| 19 |    | Sándorfalva, Szent János dűlő            | 5000, 5001 |
| 20 |    | Szeged, Fehértói csatorna                | 5000, 5001 |
| 21 |    | Szeged, Halgazdasági útászház            | 5000, 5001 |
| 22 |    | Szeged, transzformátor-állomás           | 5000, 5001 |
| 23 |    | Felsővárosi feketeföldek                 | 5000, 5001 |
| 24 |    | Szeged, Baktói kiskertek                 | 5000, 5001 |
| 25 |    | Szeged, Ipoly sor                        | 84 1518 5000, 5001, 5109 |
| 26 |    | Szeged, Makkosházi körút                 | 5, 6, 8, 19 2 84, 90, 90F, 90H 5000, 5001 |
| 27 |    | Szeged, Rózsa utca (Csongrádi sugárút)   | 5, 6, 8, 19 21 1517, 1518 5000, 5001, 5109 |
| 28 |    | Szeged, Berlini körút                    | 5, 6, 8, 10, 19 21, 73, 73Y, 74, 74Y, 77, 77A, 77Y 5000, 5001, 5015, 5016, 5020, 5022, 5023, 5024, 5025, 5189, 5190 |
| 29 |    | Szeged, autóbusz-állomás végállomás      | 5, 6, 9, 19 7F, 21, 60, 60Y, 64, 67, 67Y, 70, 71, 71A, 72, 72A, 73, 73Y, 74, 74A, 74Y, 75, 76, 76Y, 77, 77A, 77Y, 78, 78A, 79H 1374, 1375, 1441, 1486, 1503, 1504, 1506, 1507, 1510, 1512, 1513, 1515, 1516, 1517, 1518, 1652 4990, 5000, 5001, 5003, 5004, 5005, 5007, 5010, 5011, 5012, 5013, 5015, 5016, 5019, 5020, 5021, 5022, 5023, 5024, 5025, 5030, 5031, 5032, 5033, 5034, 5035, 5040, 5041, 5042, 5043, 5044, 5045, 5046, 5047, 5049, 5050, 5054, 5055, 5056, 5058, 5059, 5060, 5061, 5062, 5063, 5064, 5066, 5070, 5071, 5075, 5076, 5109, 5112, 5160, 5188, 5189, 5190, 5329, 5362, 5369 |